# The Bikeriders
The Bikeriders är en amerikansk kriminaldramafilm från 2023. Filmen är regisserad av Jeff Nichols som även skrivit filmens manus. Den är baserad på Danny Lyons fotobok med samma namn.
Filmen hade biopremiär i Sverige den 23 augusti 2024, utgiven av Universal Pictures.

## Handling
Filmen är en fiktiv beskrivning kring motorcykelklubben Outlaws MC och dess tidiga utveckling i Chicago, USA och följer medlemmarnas liv.

## Rollista (i urval)
- Jodie Comer – Kathy
- Austin Butler – Benny
- Tom Hardy – Johnny
- Michael Shannon – Zipco
- Mike Faist – Danny Lyon
- Norman Reedus – Funny Sonny
- Boyd Holbrook – Cal
- Damon Herriman – Brucie
- Beau Knapp – Wahoo
- Emory Cohen – Cockroach
- Karl Glusman – Corky
- Toby Wallace – The Kid
- Happy Anderson – Big Jack